# گرم کار
گرم کار (انگلیسی: Graeme Carr؛ زادهٔ ۲۸ اکتبر ۱۹۷۸) بازیکن فوتبال اهل بریتانیا است.
از باشگاه‌هایی که در آن بازی کرده‌است می‌توان به باشگاه فوتبال وورکینگتون ای. اف. سی اشاره کرد.